# Palaeontographical Society
Palaeontographical Society är ett 1847 grundad brittisk paleontologiskt lärt sällskap med säte i London. Det är den äldsta ännu existerande paleontologiska organisationen.
En av sällskapets huvuduppgifter är publiceringen av monografier om fossil fauna och flora i Storbritannien. Den första monografin utkom 1848 och fram till 2012 utgavs 639 monografier, däribland av Charles Darwin om havstulpaner (1854) och långhalsar (1852) och Richard Owen om dinosaurier (1869). Palaeontographical Society lämnar i detta sammanhang även finansiella bidrag till forskningsarbeten.